# Kościół św. Jana Chrzciciela w Olszówce (drewniany)
Kościół św. Jana Chrzciciela w Olszówce – drewniana świątynia rzymskokatolicka, która znajdowała się w miejscowości Olszówka, pełniąca do 1988 funkcję kościoła parafialnego miejscowej parafii. Zniszczona w 1993 roku przez pożar.

## Historia
Pierwszy kościół pw. św. Jana Chrzciciela w Olszówce zbudowany został już w 1388, w późniejszym okresie dobudowano do niego wieżę. Kościół ten został rozebrany, a na jego miejscu w 1732 wzniesiono nową świątynię pod tym samym patronatem. Do 1740 roku kościół był systematycznie rozbudowywany przez Romana Sierakowskiego.
Kościół wraz z murem i cmentarzem jest wpisany do rejestru zabytków (A-112 z 12.02.1969)
W latach 1982–1988, aby zapewnić więcej miejsca do modlitwy dla szybko rozwijającej się parafii, obok drewnianego kościoła wybudowano nowy pod tym samym wezwaniem.
Drewniany kościół spłonął w niewyjaśnionych okolicznościach w nocy z 15 na 16 września 1993. Zachowały się jedynie fundamenty, wejście do kruchty i kamienna ambona ze schodkami. Po kościele pozostał otoczony kamiennym murem plac, na którym się znajdował.

## Architektura
Był to kościół drewniany, wzniesiony w konstrukcji zrębowej, z wieżą konstrukcji słupowej. Do długiego, zamkniętego wielobocznie prezbiterium, przylegały zakrystia, kruchta i kaplica św. Jana Nepomucena, ufundowana przez Romana Sierakowskiego.

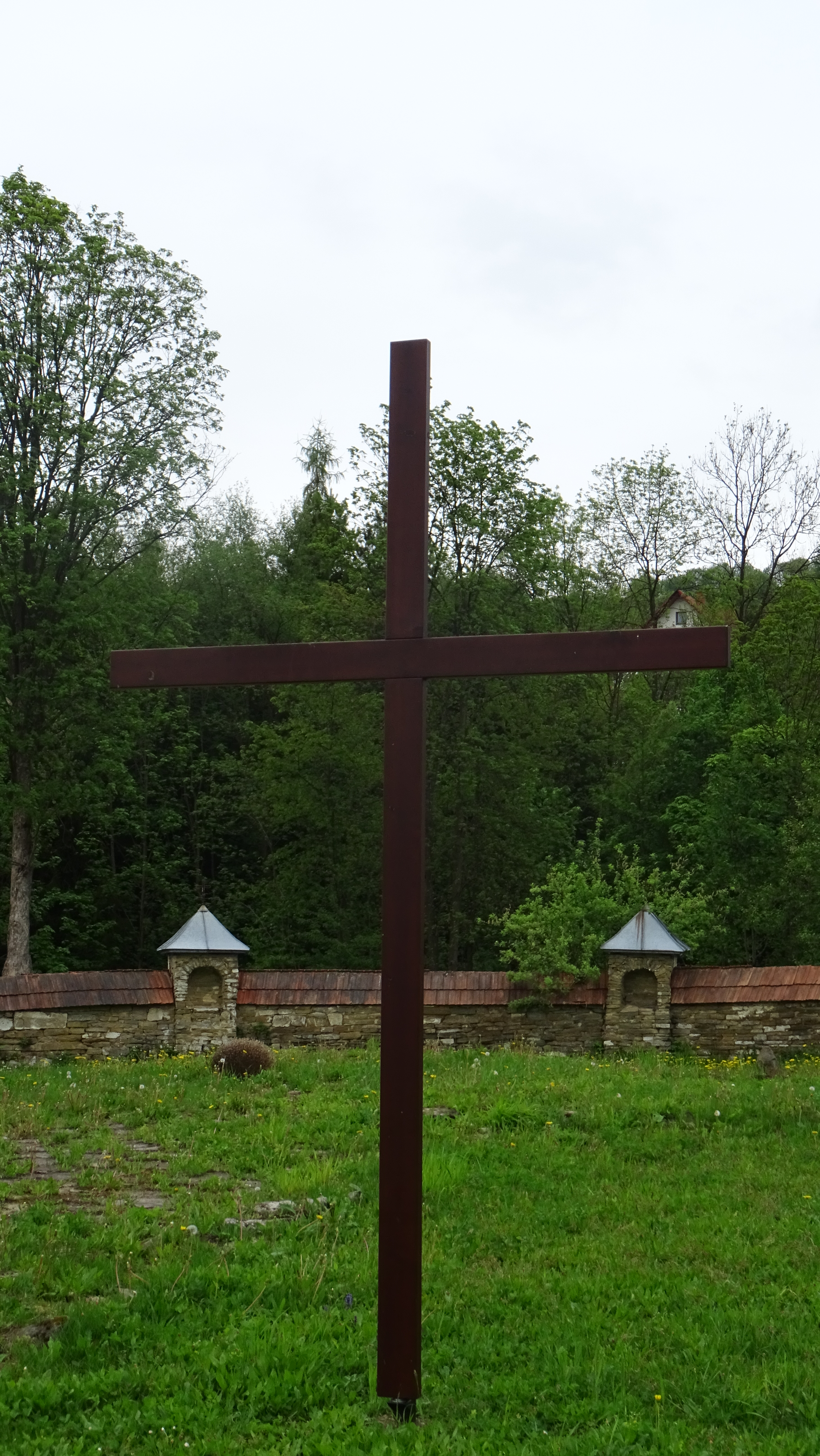
Drewniany krzyż postawiony w miejscu drewnianego kościoła.

Wnętrze przykrywały sklepienia kolebkowe, na których znajdowały się XVIII-wieczne polichromie. Wyposażenie kościoła było barokowe, zarówno ołtarze, jak i krucyfiks na belce tęczowej. Najstarszym obiektem będącym na wyposażeniu kościoła był XV-wieczny obraz Święta Rodzina.